# Battaglia di Bukhara
La battaglia di Bukhara, o di Gol-Zarriun, ebbe luogo nel 560 circa, con l'impero sasanide alleato col khaganato turco contro gli Unni bianchi. La battaglia fu vinta dall'alleanza turco-persiana, che segnò l'estinzione definitiva dell'impero eftalita, il quale si sfaldò in numerosi stati, impotenti di fronte ad eventuali invasori.

## Antefatto
Nel 484, Peroz I, nonno di Cosroe I, morì nella battaglia di Herat (484) contro gli unni eftaliti, che annessero così gran parte del Grande Khorasan dai sasanidi.
Dopo un accordo di pace stabile con i bizantini ad occidente, Cosroe I poté rivolgere la sua attenzione in oriente, per vendicare la morte del nonno; tuttavia, persino dopo che l'esercito crebbe in potenza e numero a seguito delle riforme di Cosroe, i sasanidi non se la sentivano di attaccare gli eftaliti da soli. Trovarono così alleati nel khaganato turco, che incorrevano nell'Asia centrale; il movimento dei turchi nell'Asia centrale li resero nemici naturali, oltre che competitori, degli Eftaliti.
Questi ultimi possedevano una discreta potenza militare, ma non l'organizzazione di combattere su più fronti, dalla quale i persiani e i turchi lanciarono un duplice attacco prolungato contro di loro, approfittando della loro disorganizzazione. Come risultato, i turchi presero il territorio a nord del fiume Oxus, mentre i sasanidi si presero la parte meridionale.

## Conseguenze
La battaglia segnò la completa distruzione dell'impero eftalita, che si spezzò in molti regni minori, di cui uno governato dal principe eftalita Faghanish a Chaghaniyan. Ghadfar, insieme a ciò che rimase dei suoi uomini, fuggì a sud nel territorio sasanide, dove si rifugiò. Intanto, il Khagan turco Sinjibu concluse un accordo con la nobiltà eftalita, e pose Faghanish come nuovo re degli eftaliti stessi.
Ciò non piacque a Cosroe I, che considerava la collaborazione turco-eftalita un pericolo per il suo dominio in oriente, e marciò così verso il confine turco-sasanide a Gurgan. Giunto lì, incontrò un delegato turco di Sinjibu, che gli presentò dei doni. Cosroe vi asserì la sua autorità e potenza militare, e persuase i turchi ad allearsi con lui. L'alleanza contenne un trattato che obbligò Faghanish a presentarsi alla corte sasanide a Ctesifonte e ottenere l'approvazione di Cosroe come re eftalita, Faghanish e il suo regno di Chaghaniyan divenne così vassallo dell'impero sasanide, il cui confine orientale con i turchi fu posto sul fiume Oxus. Tuttavia, a seguito del trattato, i rapporti tra i turchi e i persiani si deteriorarono in fretta, in quanto entrambe le parti vollero dominare la via della seta, e con essa il monopolio commerciale tra oriente e occidente. Nel 568, un ambasciatore turco raggiunse l'impero bizantino per proporre un'alleanza e un duplice attacco prolungato contro l'impero sasanide, ma l'accordo non ebbe esito.